# Гарсіа де Норонья
Гарсі́а де Норо́нья (порт. Garcia de Noronha; 1479, Лісабон — 3 квітня 1540, Кочін) — португальський дворянин, праправнук короля Португалії Фернанду I, третій віце-король і десятий губернатор Португальської Індії (1538-1540).

## Біографія
Гарсіа де Норонья походив з дворянської родини, його батько Фернанду де Норонья був членом Королівської ради Португалії, як мажордом королівського палацу. В молоді роки він регулярно відвідував королівський двір. Після смерті батька він став радником королів Мануела I і Жуана III, генерал-капітаном Карташу і лицарем королівського дому.
Він служив у Північній Африці і вперше відправився до Індії в 1511 році на чолі флотилії з шести кораблів. Повідомляється, що під час цієї подорожі він натрапив на вже відомий португальцям острів Святої Єлени, який його штурмани внесли на карти. Надалі цей острів став використовуватись як традиційне місце зупинки для відпочинку та поповнення запасів для кораблів, які курсували між Європою та Індією. Однак це виглядає сумнівним, оскільки, коли Васко да Гама під час свого другого плавання до Індії прибув на острів Святої Єлени в 1503 році, його клерк Томе Лопіш визначив географічне положення Святої Єлени з достатньою точністю, коли він визначив відстані та напрямки від острова Св.Єлени щодо таких георгафічних місць, як острови Вознесіння, Кабо-Верде, Сан-Томе та мис Доброї Надії. Розташування острова щодо о. Вознесіння та мису Доброї Надії також було відоме після португальської експедиції 1505 року під керівництвом Франсішку де Алмейда.
Був одружений з Інес де Каштру (сестрою Жуана де Кашру, який пізніше також став віцекоролем Португальської Індії) і мав від неї чотирьох дітей. Крім того, він був племінником Афонсу де Албукеркі.
На посаді віце-короля Португальської Індії він заступив Нуну да Кунью. 6 квітня 1538 року він прибув до Індії. Під час свого правління він сприяв поселенню місіонерів на островах Селебес і Макассар. Він видав тимчасову заборону на будівництво індуїстських і буддійських храмів у португальській Індії.
Гарсія помер 3 квітня 1540 року в Кочіні, ще до закінчення свого мандату на посаді віце-короля і був похований в алтарній частині кафедрального собору Гоа.
У парафії (Сан-Домінгуш-де-Рана) Кашкайші на його честь названо вулицю.